# Naka, Hiroshima
Naka-ku (中区, - "khu trung tâm") là một trong 8 khu của thành phố Hiroshima, Nhật Bản.
Đến ngày 01 tháng 10 năm 2010, dân số của khu này là 130.145 người, mật độ 8.480 người/km². Tổng diện tích là 15,34 km².